# 隆里城墙
隆里城墙，位于中国贵州省锦屏县隆里乡，始建于明代，现存三座城门及部分墙段。

## 历史
明洪武二十五年（1392年），设隆里守御千户所，隆里所城始筑，但不久因雨倒塌。永乐二年（1404年），复修城墙，未几又坍塌；天顺元年（1457年），再次修复。
清顺治十年（1653）年，第三次修复城墙。

## 形制
隆里城墙有四门，分别为：东为清阳门，南为正阳门，西为迎恩门，北为安定门（闭而不开）